# Barciademera
Barciademera (oficialmente San Martiño de Barcia de Mera) es una parroquia española del municipio de Covelo, perteneciente a la provincia de Pontevedra, en la comunidad autónoma de Galicia.

## Toponimia
El lugar puede aparecer referido como «Barciademera», «Barcia de Mera», «San Martiño de Barciademera», «San Martín de Barcia de Mera» y «San Martiño de Barcia de Mera».

## Historia
Hacia mediados del siglo XIX, el lugar, referido por entonces como una feligresía, tenía contabilizada una población de 936 habitantes. Aparece descrito en el cuarto volumen del Diccionario geográfico-estadístico-histórico de España y sus posesiones de Ultramar de Pascual Madoz con las siguientes palabras:

BARCIA de MERA (San Martin): felig. en la prov. de Pontevedra (5 1/2 leg.), dióc. de Tuy (5 1/2), part. jud. de Cañiza (2 1/4), y ayunt. de Cobelo (3/4): sit. á la der. del r. Tea: clima templado y con ventilacion por N. y S.: comprende los barrios de Alen, Ceo, Mera, Oleiros, Redondo, San Mauro y Villanueva, que reunen 210 casas y entre ellas se encuentran 14 fuentes de buenas aguas; hay escuela costeada por el párroco, y concurren 30 niños. La igl. parr. (San Martin) es única, y su curato de entrada y patronato real y ordinario; en el sitio denominado el Mosteiro, se encuentra la ermita de la Asuncion de Ntra. Sr. El térm. en la estension de 1 leg. de N. á S. y 1/2 de E. á O., confina por N. con Sta. Marta de las Estacas, por E., San Juan del Piñeiro, S., San Estéban de Castelanes y al O. San Mamed de Sabajanes; le cruzan 2 riach. por E. y O. denominados Alen y Portofurado; ambos procedentes del monte Suido, y corren á unirse al Tea que lo circunda por el S.; sobre este r. se encuentra el puente de Barcia de Mera, y en cada uno de aquellos hay 2 que proporcionan el tránsito. El terreno es de buena calidad, si bien escaso de arbolado, y sus montes el Alen y Suido se hallan cubiertos de esquilmo: caminos los que se dirijen á las felig. inmediatas como los de pueblo á pueblo, estan muy abandonados: el correo se recibe por los interesados en las estafetas de Cañiza y Puenteáreas; prod.: maiz, centeno, vino, algun trigo, lino y todo género de frutas de las mejores del pais; cria ganado vacuno, lanar y de cerda; hay caza de perdices, conejos, y liebres; se pescan truchas, peces y anguilas; ind. la agrícola, tiene 10 molinos harineros y algunos telares: comercio la venta del sobrante de las cosechas, con especialidad el maiz; pobl. 234 vec., 936 alm. contr.: con su ayunt. (V.)
(Madoz, 1846, pp. 13-14)

En 2022, tenía empadronados 349 habitantes.

## Patrimonio
Hay en la parroquia una iglesia de San Martín.